# Айструп
Айструп (нім. Eystrup) — громада в Німеччині, розташована в землі Нижня Саксонія. Входить до складу району Нінбург. Складова частина об'єднання громад Графшафт-Гоя.
Площа — 24,05 км2. Населення становить 3452 ос. (станом на 31 грудня 2021).

## Економіка
- Eystruper Land GmbH - сільськогосподарський виробник.